# Vocotești
Vocotești – wieś w Rumunii, w okręgu Jassy, w gminie Voinești. W 2011 roku liczyła 176 mieszkańców.